# Carbonáceo
Carbonáceo é a definição de uma substância rica em carbono. Particularmente, os hidrocarbonetos carbonáceos são bem insaturados, com hidrocarbonetos de grande massa molecular, tendo uma elevada proporção entre carbono e hidrogênio.
O metamorfismo do material carbonáceo é expressa no processo de grafitização. Contudo, a grafitização pode ser acelerada ou retardada dependendo dos vários fatores metamórficos ou litológicos.